# Straßen und Plätze in Berlin
Die Übersicht Straßen und Plätze in Berlin listet die einzelnen Artikel von 97 Ortsteilen der deutschen Hauptstadt auf, in denen die entsprechenden Örtlichkeiten beschrieben sind. Die Geschichte der jeweiligen Ortsteile wird in diesen Listen nur mit Bezug zu Straßen und Plätzen behandelt. Stattdessen enthalten sie Angaben über Namen der Straßen und Plätze, deren Länge und Maße, der Namensherkunft sowie den Zeitpunkt der Benennung.
Außer den vorgenannten Objekten sind in den Artikeln der jeweiligen Berliner Ortsteile relevanzabhängig Kleingartenanlagen (Kolonien), Parks, Friedhöfe, Sondergebiete aufgenommen und gegebenenfalls beschrieben oder zu Hauptartikeln verlinkt. Soweit es sich aus dem Zusammenhang ergibt, sind Anmerkungen zu ehemaligen oder geplanten Straßen in gesonderten Listen aufgeführt, um historische Bezüge der Entwicklung besser zu beschreiben. Angaben, die sich auf den Ortsteil selbst beziehen, sind unter dessen speziellem Lemma ausgeführt.

## Grundlagen
Im 17. Jahrhundert war es üblich, nur im Stadtzentrum einige Straßen mit Namen zu versehen. Häufig dienten markante Gebäude oder die hier wohnenden Handwerker als Benennungsbasis, so beispielsweise der Mühlendamm.
Außerhalb des Zentrums waren kaum richtige Straßennamen festgelegt. Zur Orientierung für den Briefverkehr oder zu Verwaltungszwecken trugen dann markante Gebäude einfach den Namen des Besitzers. Erst mit dem Bebauungsplan der Umgebungen Berlins von 1862 bekamen Straßen in Berlin und dem Umland Nummern oder mehr Eigennamen und Plätze wurden nach fortlaufenden Buchstaben im Plan bezeichnet.
Im Jahr 1905 erfolgte die Neufestlegung von Straßen- und Platznamen.
Die Genehmigung lag in Verantwortung des Berliner Polizeipräsidenten. Mit dem stetigen Wachstum und der Eingemeindung von Vororten ab der Bildung von Groß-Berlin mussten stetig neue Namen gefunden werden, möglichst sollten wenig Dopplungen erfolgen.

## Seit 1999
Im Berliner Straßengesetz werden in § 2 öffentliche Straßen definiert: „Öffentliche Straßen im Sinne dieses Gesetzes sind Straßen, Wege und Plätze, die dem öffentlichen Verkehr gewidmet sind.“ Die Straßen, Plätze und Grünanlagen sind der öffentliche Raum, der für alltägliche und touristische Wege und Aufenthalt, für Begegnung und Stadterleben genutzt wird. Hier kollidieren Ansprüche unterschiedlicher Funktionen wie des Verkehrs, des Verkaufs, von Veranstaltungen und von politischen Kundgebungen. Daneben erwähnt das Gesetz die Bundesfernstraßen und Privatstraßen als weitere Typen. In den Ortsteillisten sind alle diese Straßenarten aufgenommen. Bundesautobahnen auf dem Territorium der Ortsteile sind nur im Überblick aufgeführt, teilweise mit Fahrbahnlängen. Für die Auswahl und die Angabe in den Listen wurden in erster Linie die amtlichen Unterlagen herangezogen. Für geschichtliche Angaben sind dies bevorzugt die Berliner Adressbücher (die bis 1943 online vorliegen), teilweise auch historische Pläne. Privatstraßen wurden nur dann aufgenommen, wenn sie unter behördlichen Maßnahmen gewidmet wurden oder wenn eine besondere Bedeutung besteht. Solche (halböffentlichen, amtlich benannten) Privatstraßen werden auf Veranlassung der Anlieger oder Eigentümer gewidmet und bleiben im Wegerecht ohne Beschränkungen. Privatstraßen, die nicht im Berliner Straßenreinigungsplan aufgenommen sind, sind in den Listen nicht enthalten.
Die Straßen Berlins und weitere Objekte, wie Kleingartenanlagen, Parks, Brücken, sind landesweit durchnummeriert und in unterschiedlichen Kategorien einsortiert. Die StEP-Klasse entstammt dem Straßenentwicklungsplan (als Teilplan des Stadtentwicklungsplans), aus dem Straßenverzeichnis des „Regionalen Bezugssystems“ (RBS) wird die RBS-Klasse abgeleitet und als „OKSTRA-Klasse“ ist die Kategorisierung aus dem Objektkatalog für das Straßen- und Verkehrswesen (OKSTRA) abgeleitet. Beispiele: (1) Der Fürstenwalder Damm hat die Straßennummer 45930, ist im StEP mit Kategorie II als übergeordnete Straßenverbindung ausgezeichnet, besitzt die OKSTRA-Klasse G (Gemeindestraße) und die RBS-Klasse „STRA“, hat eine Fahrbahn in beiden Richtungen („B“) befahrbar und liegt in den Ortsteilen Köpenick, Friedrichshagen und Rahnsdorf. (2) Mit der Nummer 8815 ist die Bohnsdorfer Schirmpilzstraße im Straßenentwicklungsplan als „V“ (ohne StEP-Aufnahme), nach Okstra als „N“ und im RBS als „FUWE“ geführt. Falls solche Angaben relevant sind, sind sie als Anmerkung in den Straßenlisten der Ortsteile aufgenommen. Für die Benennung und Widmung gilt das Benennungsverfahren entsprechend § 5 Abs. 1 Satz 2 des Berliner Straßengesetzes. Dazu wird durch Abfragen in den Vermessungsämtern der Bezirke und beim Amt für Statistik geklärt, dass die Straßennamen für Berlin eindeutig sind.
Die Angaben in den Ortsteillisten zur summierten Länge aller Straßen des Ortsteils sind aus der Weglänge zwischen den beiden Endpunkten ermittelt. Die in den amtlichen Listen (RBS: Regionales Bezugssystem) angegebenen Längen beruhen auf Erfordernissen der Straßenunterhaltung, so können dabei parallele oder sonstige Fahrbahnen, die zur Straße gehören, eingerechnet sein. Die praktische Straßenlänge wurde meist mit Tools aus Google Earth ermittelt in der Mitte der jeweiligen Straße und auf zehn Meter gerundet, die Angaben zu den amtlichen Messungen sind daher nicht identisch.

## Übersicht der Listen der Straßen und Plätze
– Stand: Ende 2015 –
| Ortsteil (Link führt zur jeweiligen Liste) | Bezirk                     | Anzahl der Straßen und Plätze | Davon nur teilweise im Ortsteil gelegen           | Ortsteilfläche (km²) | Einwohnerzahl im Ortsteil (31. Dezember 2023) | Straßen je km² (Anm. 1) | Einwohner je Straße (Ø) (Anm. 1) | Straßenlänge nach RBS (in km) Länge (Addition aus den Einzellisten) |
| ------------------------------------------ | -------------------------- | ----------------------------- | ------------------------------------------------- | -------------------- | --------------------------------------------- | ----------------------- | -------------------------------- | ------------------------------------------------------------------- |
| Adlershof                                  | Treptow-Köpenick           | 00113                         | 0005                                              | 0006,11              | 00022.186                                     | 00018,5                 | 0000136                          | 0051,84                                                             |
| Altglienicke                               | Treptow-Köpenick           | 00163                         | 0009                                              | 0007,89              | 00032.720                                     | 00020,7                 | 0000163                          | 0077,00                                                             |
| Alt-Hohenschönhausen                       | Lichtenberg                | 00163                         | 0012                                              | 0009,33              | 00051.898                                     | 00017,5                 | 0000263                          | 0077,96                                                             |
| Alt-Treptow                                | Treptow-Köpenick           | 00036                         | 0009                                              | 0002,31              | 00013.410                                     | 00015,6                 | 0000302                          | 0013,82                                                             |
| Baumschulenweg                             | Treptow-Köpenick           | 00052                         | 0013                                              | 0004,82              | 00019.258                                     | 00010,8                 | 0000331                          | 0036,49                                                             |
| Biesdorf                                   | Marzahn-Hellersdorf        | 00213                         | 0011                                              | 0012,4               | 00030.974                                     | 00017,2                 | 0000118                          | 0112,17                                                             |
| Blankenburg                                | Pankow                     | 00122                         | 0007                                              | 0006,03              | 00006.944                                     | 00012,6                 | 0000086                          | 0058,13                                                             |
| Blankenfelde                               | Pankow                     | 00024                         | 0009                                              | 0013,4               | 00002.455                                     | 00001,8                 | 0000080                          | 0030,36                                                             |
| Bohnsdorf                                  | Treptow-Köpenick           | 00118                         | 0008                                              | 0006,52              | 00013.685                                     | 00018,1                 | 0000092                          | 0056,89                                                             |
| Borsigwalde                                | Reinickendorf              | 00032                         | 0009                                              | 0001,60              | 00006.899                                     | 00020,0                 | 0000201                          | 0017,58                                                             |
| Britz                                      | Neukölln                   | 00143                         | 0009                                              | 0012,4               | 00044.029                                     | 00011,5                 | 0000278                          | 0081,51                                                             |
| Buch                                       | Pankow                     | 00049                         | 0004                                              | 0018,2               | 00017.500                                     | 00002,7                 | 0000262                          | 0050,21                                                             |
| Buckow                                     | Neukölln                   | 00145                         | 0033                                              | 0006,35              | 00040.558                                     | 00022,8                 | 0000267                          | 0062,95                                                             |
| Charlottenburg                             | Charlottenburg-Wilmersdorf | 00220                         | 0016                                              | 0010,6               | 00130.013                                     | 00020,7                 | 0000549                          | 0109,01                                                             |
| Charlottenburg-Nord                        | Charlottenburg-Wilmersdorf | 00053                         | 0007                                              | 0006,20              | 00019.439                                     | 00008,5                 | 0000342                          | 0043,98                                                             |
| Dahlem                                     | Steglitz-Zehlendorf        | 00138                         | 0020                                              | 0008,39              | 00016.874                                     | 00016,4                 | 0000114                          | 0073,27                                                             |
| Falkenberg                                 | Lichtenberg                | 00025                         | 0003                                              | 0003,06              | 00003.079                                     | 00004,6                 | 0000090                          | 0011,15                                                             |
| Falkenhagener Feld                         | Spandau                    | 00106                         | 0013                                              | 0006,88              | 00039.580                                     | 00015,8                 | 0000330                          | 0046,3                                                              |
| Fennpfuhl                                  | Lichtenberg                | 00029                         | 0006                                              | 0002,12              | 00034.530                                     | 00013,7                 | 0001094                          | 0017,94                                                             |
| Französisch Buchholz                       | Pankow                     | 00144                         | 0012                                              | 0012,0               | 00021.888                                     | 00010,3                 | 0000157                          | 0070,38                                                             |
| Friedenau                                  | Tempelhof-Schöneberg       | 00077                         | 0012                                              | 0001,65              | 00028.983                                     | 00046,1                 | 0000351                          | 0024,00                                                             |
| Friedrichsfelde                            | Lichtenberg                | 00060                         | 0008                                              | 0005,55              | 00057.706                                     | 00010,8                 | 0000823                          | 0040,55                                                             |
| Friedrichshagen                            | Treptow-Köpenick           | 00077                         | 0006                                              | 0014,0               | 00019.097                                     | 00005,5                 | 0000227                          | 0044,57                                                             |
| Friedrichshain                             | Friedrichshain-Kreuzberg   | 00200                         | 0011                                              | 0009,78              | 00141.238                                     | 00020,4                 | 0000593                          | 0089,72                                                             |
| Frohnau                                    | Reinickendorf              | 00134                         | 0004                                              | 0007,80              | 00016.399                                     | 00017,2                 | 0000124                          | 0077,01                                                             |
| Gatow                                      | Spandau                    | 00055                         | 0004                                              | 0010,1               | 00003.561                                     | 00005,4                 | 0000068                          | 0028,92                                                             |
| Gesundbrunnen                              | Mitte                      | 00116                         | 0017                                              | 0006,13              | 00095.832                                     | 00018,9                 | 0000738                          | 0050,65                                                             |
| Gropiusstadt                               | Neukölln                   | 00053                         | 0017                                              | 0002,66              | 00038.869                                     | 00019,9                 | 0000681                          | 0021,05                                                             |
| Grünau                                     | Treptow-Köpenick           | 00051                         | 0006                                              | 0009,13              | 00008.273                                     | 00005,6                 | 0000106                          | 0032,39                                                             |
| Grunewald                                  | Charlottenburg-Wilmersdorf | 00087                         | 0015                                              | 0022,3               | 00011.213                                     | 00003,9                 | 0000133                          | 0067,67                                                             |
| Hakenfelde                                 | Spandau                    | 00140                         | 0006                                              | 0020,4               | 00034.319                                     | 00006,9                 | 0000193                          | 0062,27                                                             |
| Halensee                                   | Charlottenburg-Wilmersdorf | 00034                         | 0008                                              | 0001,27              | 00015.775                                     | 00026,8                 | 0000372                          | 0011,50                                                             |
| Hansaviertel                               | Mitte                      | 00017                         | 0002                                              | 0000,53              | 00006.075                                     | 00032,1                 | 0000319                          | 0005,30                                                             |
| Haselhorst                                 | Spandau                    | 00071                         | 0008                                              | 0004,73              | 00019.890                                     | 00015,0                 | 0000194                          | 0029,16                                                             |
| Heiligensee                                | Reinickendorf              | 00133                         | 0004                                              | 0010,7               | 00018.169                                     | 00011,6                 | 0000142                          | 0071,89                                                             |
| Heinersdorf                                | Pankow                     | 00071                         | 0006                                              | 0003,95              | 00008.859                                     | 00018,0                 | 0000091                          | 0026,66                                                             |
| Hellersdorf                                | Marzahn-Hellersdorf        | 00131                         | 0008                                              | 0008,10              | 00092.913                                     | 00016,2                 | 0000576                          | 0074,00                                                             |
| Hermsdorf                                  | Reinickendorf              | 00111                         | 0004                                              | 0006,10              | 00016.611                                     | 00016,9                 | 0000156                          | 0055,72                                                             |
| Johannisthal                               | Treptow-Köpenick           | 00084                         | 0008                                              | 0006,54              | 00021.121                                     | 00012,8                 | 0000218                          | 0044,99                                                             |
| Karlshorst                                 | Lichtenberg                | 00189                         | 0006                                              | 0006,60              | 00030.913                                     | 00028,6                 | 0000119                          | 0061,6                                                              |
| Karow                                      | Pankow                     | 00140                         | 0003                                              | 0006,65              | 00020.196                                     | 00021,1                 | 0000134                          | 0061,95                                                             |
| Kaulsdorf                                  | Marzahn-Hellersdorf        | 00175                         | 0028                                              | 0008,81              | 00019.839                                     | 00019,9                 | 0000107                          | 0086,40                                                             |
| Kladow                                     | Spandau                    | 00147                         | 0003                                              | 0014,8               | 00016.492                                     | 00009,9                 | 0000096                          | 0069,89                                                             |
| Konradshöhe                                | Reinickendorf              | 00047                         | 0009                                              | 0002,20              | 00006.167                                     | 00021,4                 | 0000127                          | 0020,56                                                             |
| Köpenick                                   | Treptow-Köpenick           | 00243                         | 0012                                              | 0034,9               | 00070.673                                     | 00006,8                 | 0000253                          | 0141,83                                                             |
| Kreuzberg                                  | Friedrichshain-Kreuzberg   | 00312                         | 0021                                              | 0010,4               | 00152.216                                     | 00019,5                 | 0000731                          | 0098,19                                                             |
| Lankwitz                                   | Steglitz-Zehlendorf        | 00137                         | 0022                                              | 0006,99              | 00044.439                                     | 00019,6                 | 0000302                          | 0066,53                                                             |
| Lichtenberg                                | Lichtenberg                | 00088                         | 0011                                              | 0007,22              | 00044.501                                     | 00010,2                 | 0000455                          | 0038,57                                                             |
| Lichtenrade                                | Tempelhof-Schöneberg       | 00201                         | 0008                                              | 0010,1               | 00052.279                                     | 00019,9                 | 0000246                          | 0109,05                                                             |
| Lichterfelde                               | Steglitz-Zehlendorf        | 00317                         | 0027                                              | 0018,2               | 00085.793                                     | 00017,4                 | 0000254                          | 0156,43                                                             |
| Lübars                                     | Reinickendorf              | 00046                         | 0008                                              | 0005,00              | 00005.068                                     | 00009,2                 | 0000105                          | 0022,24                                                             |
| Mahlsdorf                                  | Marzahn-Hellersdorf        | 00246                         | 0031                                              | 0012,9               | 00030.408                                     | 00018,8                 | 0000111                          | 0144,50                                                             |
| Malchow                                    | Lichtenberg                | 00007                         | 0006                                              | 0001,54              | 00000 623                                     | 00004,5                 | 0000069                          | 0004,77                                                             |
| Mariendorf                                 | Tempelhof-Schöneberg       | 00146                         | 0018                                              | 0009,38              | 00053.553                                     | 00015,6                 | 0000341                          | 0069,09                                                             |
| Marienfelde                                | Tempelhof-Schöneberg       | 00114                         | 0023                                              | 0009,15              | 00032.473                                     | 00012,5                 | 0000267                          | 0053,18                                                             |
| Märkisches Viertel                         | Reinickendorf              | 00034                         | 0005                                              | 0003,20              | 00041.167                                     | 00010,6                 | 0001042                          | 0020,38                                                             |
| Marzahn                                    | Marzahn-Hellersdorf        | 00081                         | 0011                                              | 0019,5               | 00117.814                                     | 00004,2                 | 0001283                          | 0129,41                                                             |
| Mitte                                      | Mitte                      | 00300                         | 0038                                              | 0010,7               | 00107.875                                     | 00028,0                 | 0000273                          | 0121,08                                                             |
| Moabit                                     | Mitte                      | 00110                         | 0004                                              | 0007,72              | 00084.113                                     | 00014,2                 | 0000649                          | 0063,57                                                             |
| Müggelheim                                 | Treptow-Köpenick           | 00108                         | 0001                                              | 0022,2               | 00007.081                                     | 00004,9                 | 0000060                          | 0052,81                                                             |
| Neu-Hohenschönhausen                       | Lichtenberg                | 00053                         | 0010                                              | 0005,16              | 00058.990                                     | 00010,3                 | 0001009                          | 0040,25                                                             |
| Neukölln                                   | Neukölln                   | 00227                         | 0012                                              | 0011,7               | 00163.735                                     | 00019,4                 | 0000706                          | 0110,61                                                             |
| Niederschöneweide                          | Treptow-Köpenick           | 00036                         | 0005                                              | 0003,49              | 00014.574                                     | 00010,3                 | 0000290                          | 0018,94                                                             |
| Niederschönhausen                          | Pankow                     | 00115                         | 0015                                              | 0006,49              | 00032.998                                     | 00017,7                 | 0000249                          | 0059,03                                                             |
| Nikolassee                                 | Steglitz-Zehlendorf        | 00099                         | 0014                                              | 0019,6               | 00011.677                                     | 00005,0                 | 0000162                          | 0097,49                                                             |
| Oberschöneweide                            | Treptow-Köpenick           | 00064                         | 0005                                              | 0006,18              | 00025.345                                     | 00010,4                 | 0000299                          | 0038,31                                                             |
| Pankow                                     | Pankow                     | 00119                         | 0012                                              | 0005,66              | 00068.301                                     | 00021,0                 | 0000484                          | 0060,04                                                             |
| Plänterwald                                | Treptow-Köpenick           | 00030                         | 0007                                              | 0003,01              | 00011.435                                     | 00010,0                 | 0000359                          | 0028,10                                                             |
| Prenzlauer Berg                            | Pankow                     | 00219                         | 0014                                              | 0011,0               | 00168.947                                     | 00019,9                 | 0000685                          | 0110,48                                                             |
| Rahnsdorf                                  | Treptow-Köpenick           | 00126                         | 0006                                              | 0021,5               | 00010.723                                     | 00005,9                 | 0000071                          | 0074,58                                                             |
| Reinickendorf                              | Reinickendorf              | 00174                         | 0024                                              | 0010,5               | 00084.652                                     | 00010,4                 | 0000699                          | 0095,73                                                             |
| Rosenthal                                  | Pankow                     | 00140                         | 0009                                              | 0004,90              | 00009.903                                     | 00028,6                 | 0000065                          | 0052,70                                                             |
| Rudow                                      | Neukölln                   | 00228                         | 0010                                              | 0011,8               | 00042.826                                     | 00019,3                 | 0000179                          | 0113,18                                                             |
| Rummelsburg                                | Lichtenberg                | 00074                         | 0007                                              | 0004,52              | 00026.996                                     | 00016,4                 | 0000280                          | 0031,18                                                             |
| Schlachtensee                              | Steglitz-Zehlendorf        | 000                           | 00                                                | 000                  | 00010.396                                     | 000                     | 0000                             | 00                                                                  |
| Schmargendorf                              | Charlottenburg-Wilmersdorf | 00087                         | 0016                                              | 0003,59              | 00024.133                                     | 00024,2                 | 0000234                          | 0043,27                                                             |
| Schmöckwitz                                | Treptow-Köpenick           | 00065                         | 0006                                              | 0017,1               | 00004.500                                     | 00003,8                 | 0000062                          | 0042,70                                                             |
| Schöneberg                                 | Tempelhof-Schöneberg       | 00225                         | 0029                                              | 0010,6               | 00124.788                                     | 00021,2                 | 0000509                          | 0115,71                                                             |
| Siemensstadt                               | Spandau                    | 00048                         | 0008                                              | 0005,66              | 00012.875                                     | 00008,5                 | 0000242                          | 0020,52                                                             |
| Spandau                                    | Spandau                    | 00157                         | 0020                                              | 0008,03              | 00041.759                                     | 00019,6                 | 0000222                          | 0058,90                                                             |
| Staaken                                    | Spandau                    | 00180                         | 0020                                              | 0010,9               | 00047.306                                     | 00016,5                 | 0000237                          | 0085,68                                                             |
| Stadtrandsiedlung Malchow                  | Pankow                     | 00033                         | 0007                                              | 0005,68              | 0000                                          | 00004,5                 | 0000069                          | 0020,44                                                             |
| Steglitz                                   | Steglitz-Zehlendorf        | 00205                         | 0015                                              | 0006,79              | 00076.265                                     | 00030,2                 | 0000355                          | 0090,72                                                             |
| Tegel                                      | Reinickendorf              | 00201                         | 0017                                              | 0033,7               | 00037.291                                     | 00006,0                 | 0000171                          | 0132,96                                                             |
| Tempelhof                                  | Tempelhof-Schöneberg       | 00146                         | 0014                                              | 0012,2               | 00063.792                                     | 00012,0                 | 0000386                          | 0089,98                                                             |
| Tiergarten                                 | Mitte                      | 00097                         | 0010                                              | 0005,17              | 00016.313                                     | 00018,8                 | 0000129                          | 0050,20                                                             |
| Waidmannslust                              | Reinickendorf              | 00046                         | 0008                                              | 0002,30              | 00011.263                                     | 00018,7                 | 0000229                          | 0019,26                                                             |
| Wannsee                                    | Steglitz-Zehlendorf        | 00100                         | 0010                                              | 0023,7               | 00010.237                                     | 00004,2                 | 0000094                          | 0064,49                                                             |
| Wartenberg                                 | Lichtenberg                | 00031                         | 0004                                              | 0006,92              | 00002.645                                     | 00004,5                 | 0000076                          | 0019,66                                                             |
| Wedding                                    | Mitte                      | 00128                         | 0011                                              | 0009,23              | 00086.926                                     | 00013,9                 | 0000615                          | 0064,58                                                             |
| Weißensee                                  | Pankow                     | 00122                         | 0010                                              | 0007,93              | 00056.963                                     | 00015,4                 | 0000393                          | 0066,38                                                             |
| Westend                                    | Charlottenburg-Wilmersdorf | 00164                         | 0010                                              | 0013,5               | 00040.951                                     | 00012,1                 | 0000236                          | 0110,78                                                             |
| Wilhelmsruh                                | Pankow                     | 00025                         | 0004                                              | 0001,37              | 00008.253                                     | 00018,2                 | 0000284                          | 0013,08                                                             |
| Wilhelmstadt                               | Spandau                    | 00129                         | 0023                                              | 0012,4               | 00041.309                                     | 00011,6                 | 0000293                          | 0063,79                                                             |
| Wilmersdorf                                | Charlottenburg-Wilmersdorf | 00187                         | 0030                                              | 0007,16              | 00101.557                                     | 00026,1                 | 0000506                          | 0104,26                                                             |
| Wittenau                                   | Reinickendorf              | 00111                         | 0013                                              | 0006,40              | 00025.106                                     | 00017,3                 | 0000204                          | 0066,09                                                             |
| Zehlendorf                                 | Steglitz-Zehlendorf        | 00299                         | 0026                                              | 0018,8               | 00054.765                                     | 00015,9                 | 0000195                          | 0158,09                                                             |
| 97 Ortsteile                               | 12 Bezirke                 | 09.950                        | 544 ortsteilübergreifend, 188 bezirksübergreifend | 0891,85              | 03.499.879                                    | 00011,2 (Ø)             | 0000352 (Ø)                      | 0056,45 (Ø)                                                         |

Dies ist eine gesonderte Ergänzung zu dem Überblicksartikel Straßen und Plätze in Berlin, in dem alle Berliner Ortsteile dargestellt sind.

## Anzahl der Straßen und Plätze nach Bezirken
– Stand: Ende 2015 –
| Bezirk                     | Orts- teile | Straßen | Plätze | Fläche (in km²) | Einwohner (31. Dezember 2023) | Straßen je km² (Anm. 1) | Einwohner je Straße (Ø) (Anm. 1) | Reine Straßenfläche (in ha) | Straßenfläche (in %) | Straßenlänge (in km) | Straßen, Plätze, Wege (in ha) |
| -------------------------- | ----------- | ------- | ------ | --------------- | ----------------------------- | ----------------------- | -------------------------------- | --------------------------- | -------------------- | -------------------- | ----------------------------- |
| Charlottenburg-Wilmersdorf | 00007       | 0000759 | 00073  | 000064,7        | 0000322.719                   | 000011,4                | 0000441                          | 0923,4                      | 14,3                 | 0428,9               | 0001.023                      |
| Friedrichshain-Kreuzberg   | 00002       | 0000373 | 00016  | 000020,2        | 0000266.958                   | 000017,8                | 0000767                          | 0414,3                      | 20,6                 | 0177,5               | 0000459                       |
| Lichtenberg                | 00010       | 0000591 | 00010  | 000052,3        | 0000                          | 000011,1                | 0000459                          | 0580,4                      | 11,1                 | 0326,4               | 0000709                       |
| Marzahn-Hellersdorf        | 00005       | 0000871 | 00013  | 000061,8        | 0000280.500                   | 000013,8                | 0000298                          | 0866,9                      | 14,0                 | 0540,5               | 0001.029                      |
| Mitte                      | 00006       | 0000631 | 00041  | 000039,5        | 0000                          | 000017,0                | 0000509                          | 0750,7                      | 19,0                 | 0340,6               | 0000834                       |
| Neukölln                   | 00005       | 0000732 | 00015  | 000044,9        | 0000                          | 000015,7                | 0000452                          | 0590,2                      | 13,1                 | 0347,4               | 0000671                       |
| Pankow                     | 00013       | 0001142 | 00020  | 000103          | 0000                          | 000011,7                | 0000304                          | 1051,7                      | 10,2                 | 0613,0               | 0001.170                      |
| Reinickendorf              | 00011       | 0001019 | 00012  | 000089,5        | 0000                          | 000010,8                | 0000254                          | 0783,8                      | 08,8                 | 0486,7               | 0000843                       |
| Spandau                    | 00009       | 0000949 | 00019  | 000091,9        | 0000                          | 000010,0                | 0000250                          | 0683,6                      | 07,4                 | 0444,6               | 0000773                       |
| Steglitz-Zehlendorf        | 00008       | 0001196 | 00040  | 000102,5        | 0000295.766                   | 000011,6                | 0000251                          | 1027,4                      | 10,0                 | 0637,6               | 0001.137                      |
| Tempelhof-Schöneberg       | 00006       | 0000821 | 00021  | 000053,1        | 0000336.070                   | 000015,5                | 0000408                          | 0772,9                      | 14,6                 | 0406,7               | 0000859                       |
| Treptow-Köpenick           | 00015       | 0001303 | 00021  | 000168,4        | 0000285.088                   | 000007,5                | 0000198                          | 1044,6                      | 06,2                 | 0668,6               | 0001.191                      |
| Berlin (gesamt)            | 00097       | 009.473 | 00228  | 000891,85       | 00 3.499.879                  | 000011,2 (Ø)            | 0000352 (Ø)                      | 9.490,0                     | 10,7 (Ø)             | 5.419                | 0010.698                      |